# Paulo Torres
Paulo Manuel Banha Torres (Évora, 25 novembre 1971) è un allenatore di calcio ed ex calciatore portoghese, di ruolo difensore e attuale tecnico del Recreativo do Libolo.

## Carriera

### Club
Durante la sua carriera ha giocato con varie squadre di club, tra cui principalmente lo Sporting Lisbona, con cui conta 7 reti in 65 partite.

### Nazionale
Conta 2 presenze con la nazionale portoghese.

## Palmarès

### Club

#### Competizioni nazionali
- Coppa del Portogallo: 1

Sporting Lisbona: 1994-1995

### Nazionale
- Campionato mondiale Under-20: 1

Portogallo 1991